# (954) Li
(954) Li és un asteroide del cinturó principal descobert per l'astrònom Karl Wilhelm Reinmuth en 1921 des de l'observatori de Heidelberg-Königstuhl, Heidelberg, Alemanya. Porta el seu nom en honor de Lina Alstede Reinmuth, esposa del descobridor.
(954) Li pertany a la família Temis. S'estima que el seu diàmetre és de 58,03 ± 1,3 km. La seva distància mínima d'intersecció de l'òrbita terrestre és d'1,57593 ua. El seu TJ és de 3,190. Les observacions fotomètriques recollides d'aquest asteroide mostren un període de rotació de 7,207 hores, amb una variació de lluentor de 9,94 de magnitud absoluta.